# 1190'erne
Århundreder: 11. århundrede – 12. århundrede – 13. århundrede
Årtier: 1140'erne 1150'erne 1160'erne 1170'erne 1180'erne – 1190'erne – 1200'erne 1210'erne 1220'erne 1230'erne 1240'erne
År: 1190 1191 1192 1193 1194 1195 1196 1197 1198 1199

## Begivenheder
- Slaget ved Bordeaux